# Cadaver (Computerspiel)
Cadaver ist ein isometrisches Adventure-Spiel, das von den Bitmap Brothers entwickelt wurde. Es erschien 1990 für den Amiga und Atari ST und wurde danach auf den PC und Acorn Archimedes portiert.

## Spielverlauf
In Cadaver übernimmt der Spieler die Rolle des Zwerges Karadoc, der sich nach Schloss Wulf aufmacht, um Reichtümer zu finden. Das Spiel beginnt, als Karadoc mit einem Boot durch die Kanalisation im Keller des Schlosses ankommt. Von da an steuert man die Figur mittels 8-Wege-Joystick-Steuerung und kontextsensitiven Menüs durch insgesamt fünf Levels – von den Dungeons über die Wachräume und königlichen Gemächer bis hinauf zu den Türmen, wo man schließlich dem Endgegner Dianos gegenübersteht.
Ein großer Teil des Spielablaufs beinhaltet das Lösen verschiedener Rätsel. Sie beinhalten das Lösen logischer Aufgaben, das Sammeln und Kombinieren unzähliger Gegenstände, die an geeigneter Stelle eingesetzt werden müssen, sowie das Betätigen von Hebeln, Schaltern, Bodenplatten und Ähnlichem. Oft müssen dabei Zaubersprüche angewendet und gelegentlich Monster bekämpft werden.
Die Reihenfolge, in der Rätsel gelöst werden, ist dabei nur grob vorgegeben. Man kann meist schon am Anfang eines Levels viele Räume betreten und kehrt unter Umständen mehrmals in denselben Raum zurück, da sich dort etwas verändert hat oder da man neue Gegenstände hat, die dort angewendet werden können. Außerdem gibt es oft mehrere Möglichkeiten, ein Rätsel zu lösen. Kann man zum Beispiel nicht herausfinden, wie man ein bestimmtes Monster verschwinden lässt, kann man es einfach mit Steinen töten. Oder an einigen Stellen kann man einfach alle möglichen Gegenstände im Level zusammentragen und daraus Türme bauen, von denen aus man dann zum Beispiel über ein Tor springt, zu dem man den passenden Schlüssel nicht gefunden hat.

## Erweiterungen
Es gibt eine Erweiterung Cadaver: The Payoff, deren Handlung direkt an das Ende von Cadaver anschließt und die weitere vier Levels beinhaltet.
Außerdem gibt es drei weitere einzelne Levels Temple, Gatehouse und The Last Supper. Die beiden ersteren sind als Demos vor Cadaver erschienen; das letzte befand sich auf einer Cover-Disk des britischen Zero-Magazins.

## Kritik
Das Spiel erhielt sehr gute Kritiken und war für seine Zeit technisch und grafisch auf dem neuesten Stand. So erklärte zum Beispiel das Computer and Video Games magazine in Ausgabe 107 bei seinem Erscheinen zu einem „C+VG HIT“. Die Amiga-Version erhielt unter anderem den „CU Screen Star“ des CU Amiga Magazine und war im Amiga Joker ein „Amiga Joker Hit“. Hervorgehoben wurde neben dem Inhalt des Spiels vor allem die detaillierte isometrische Grafik und die technische Umsetzung der 3D-Räume, vergleichbar mit der „Filmation“-Technik früherer Ultimate Spiele (wie Knight Lore). Der Amiga Joker zum Beispiel bescheinigte dem Spiel, „neue Maßstäbe für isometrische Action-Adventures“ gesetzt zu haben.